# Anoplotrupes stercorosus
Anoplotrupes stercorosus is een keversoort uit de familie mesttorren (Geotrupidae). De wetenschappelijke naam van de soort werd in 1791 gepubliceerd door Ludwig Gottlieb Scriba.

## Kenmerken
Anoplotrupes stercorosus wordt 12 tot 19 mm lang en blijft hiermee dus kleiner dan de gelijk uitziende Gewone mestkever. De kevers zijn zwartblauw, de dekschilden zijn blauw, violet of groen aan de zijkanten, het halsschild is bij sommige dieren blauwviolet. De onderkant van het lichaam is metallic blauw, paars of groen, de antennes zijn roodbruin. De basis van het halsschild is volledig omzoomd en onregelmatig gestippeld. De dekschilden hebben geen naad en hebben elk zeven licht gestippelde langsgroeven.

## Voorkomen
De dieren komen voor in Europa, van oost tot west van Siberië, van noord tot ongeveer de 67e breedtegraad. Zijn voorkomen strekt zich uit van de laaglanden tot een hoogte van ongeveer 2000 meter, vooral in bossen.